# Daymare: 1998
Daymare: 1998 è un gioco survival horror in terza persona sviluppato dal team italiano Invader Studios e pubblicato da Destructive Creations e All In! Games il 17 settembre 2019 su Steam e GOG.com e il 28 aprile 2020 su PlayStation 4 e Xbox One. Il titolo è inoltre stato pubblicato il 20 febbraio 2020 in Giappone su piattaforma PlayStation 4 con il supporto di DMM Games.

## Trama
Gli eventi di Daymare: 1998 hanno inizio nei laboratori Aegis, una struttura governativa segreta istituita sull'isola di North Blue Two, parte dell'arcipelago delle Nortfall Islands situato poco al largo delle coste dello stato di Washington, Stati Uniti occidentali. Successivamente l'azione si sposta a Keen Sight, una piccola e pacifica cittadina americana dell'Idaho circondata da una sterminata foresta. Il gioco presenta tre diversi punti di vista su quelle che sono le vicende narrate: quello dell'agente in codice Liev, un soldato d'èlite delle unità speciali H.A.D.E.S (Hexacore Advanced Division for Extraction and Search), del pilota di elicotteri Capitano David Raven Hale e quello di Samuel Walker, un forest ranger della Vermillion Forest, foresta che ricopre le Redcrest Mountains attorno a Keen Sight. Poche ore dopo l'ultima comunicazione di emergenza ricevuta dalla struttura di ricerca Aegis, riguardante la fuga di un'arma chimica sperimentale estremamente letale, il Ministero della Difesa Americano invia due team di agenti H.A.D.E.S., partiti dal quartier generale della Hexacore Biogenetics di Keen Sight, per investigare sulle cause dell'incidente, recuperare i dati e i campioni delle ricerche più importanti e cancellare ogni traccia dell'accaduto prima che il sistema di sicurezza automatico avvii il sistema di purificazione della struttura. Il presunto incidente nel centro di ricerca rappresenta però solo la punta dell'iceberg di una cospirazione molto più grande,che andrà a coinvolgere anche la tranquilla cittadina di Keen Sight, che nonostante la sua apparenza rivelerà inquietanti e oscuri segreti legati al suo passato, e di tutti i suoi abitanti, trasformati in orribili e letali esseri assetati di sangue. 

## Personaggi
- Liev: Agente speciale d'élite delle unità speciali H.A.D.E.S (Hexacore Advanced Division for Extraction and Search). Nato probabilmente in Russia, non ci sono molte informazioni riguardo al suo passato. Portare a termine la missione, a qualunque costo, è l'unica cosa che gli interessa. Esegue ciecamente ciascun ordine impartito, senza indugi o ripensamenti. Estremamente addestrato nel corpo a corpo e con la armi da fuoco.
- Capitano David Raven Hale: esperto pilota di elicotteri della Hexacore Air Force e membro dell'unità Crimson Skulls, è il secondo pilota del velivolo nome in codice "4RG0". Nonostante la giovane età, è stato anche pilota di velivoli sperimentali della NASA, ma fu congedato in seguito al fallimento di una missione i cui dettagli non sono noti. Tutto ciò che sappiamo è che un suo compagno perse la vita in quella occasione. Tuttora Raven ha i segni sulla pelle di quanto successo anni prima.
- Samuel Walker: forest ranger delle Redcrest Mountains, che fanno da letto alla Vermilion Forest e circondano la cittadina di Keen Sight. Come altri cittadini della zona, soffre di una patologia chiamata Daymare Syndrome, la quale causa ansia, paranoia e allucinazioni. Sebbene non si abbia la certezza, è probabile che ci sia un legame tra la patologia di Samuel e la presenza della Hexacore Biogenetics in città.

## DLC

### H.A.D.E.S Dead End
Aggiornamento gratuito per la sola versione PC, pubblicato il 22 novembre 2019, la modalità extra H.A.D.E.S Dead END permette di vestire nuovamente i panni dell'agente H.A.D.E.S. Liev per una esperienza di gioco prettamente action stile mercenaries. Lo scopo della missione è quello di completare tre obiettivi random in una determinata area, impiegando il minor tempo possibile e sopravvivendo a orde di nemici, che una volta uccisi fanno diminuire il tempo della missione. Attualmente sono disponibili quattro scenari: Sacred Heart Hospital, Sewers, Downtown Keen Sight e Lair Dam. Ci sono invece quattro classi,caratterizzate da un diverso equipaggiamento di partenza: Scout, Heavy, Assault, Medic. Inoltre è anche possibile attivare anche alcuni modificatori casuali, come allucinazioni o risorse limitate che vanno ad incidere sull'esperienza di gioco rendendola più o meno complessa.

## Sviluppo
Daymare: 1998 ha una genesi piuttosto particolare, dato che il progetto nasce dalle ceneri di Resident Evil 2 Reborn, remake amatoriale del titolo Capcom Co. Ltd sviluppato dal team italiano Invader Studios, inizialmente realizzato con motore Unity e successivamente con Unreal Engine 4. Il gameplay trailer del fan remake, pubblicato su YouTube il 17 luglio 2015, divenne in brevissimo tempo virale su Internet, con più di un milione di visualizzazioni in pochissime ore, seguite da articoli e interviste da tutto il mondo. Vista l'attenzione ottenuta, il team ricevette una chiamata direttamente da Capcom Co. Ltd, e fu invitato ufficialmente dal colosso nipponico nella loro sede di Osaka nell'ottobre 2015. Da lì a breve i lavori sul remake amatoriale si interruppero, considerato l'annuncio ufficiale di Resident Evil 2 Remake. Dopo l'incontro, e su suggerimento dei producer stessi di Capcom, il team decise quindi di dar vita a una nuova ip, Daymare: 1998, annunciato ufficialmente il 12 settembre 2016. Per finanziare il progetto, il 15 febbraio 2017 fu annunciata una campagna di finanziamento su piattaforma Kickstarter e una speciale demo PC, denominata Daymare Challenge, in cui si affrontava una delle creature di gioco all'interno di un'area chiusa, parte poi del gioco finale. Anche se non furono raggiunti i risultati prefissati, la campagna contribuì a rendere Daymare: 1998 un progetto ancora più noto al pubblico. Dopo una produzione di 2 anni e 4 mesi, il titolo è stato distribuito ufficialmente il 17 settembre 2019 su Steam e GOG.com, il 20 febbraio 2020 in Giappone su piattaforma PlayStation 4 e PC e il 28 aprile 2020 nel resto del mondo su PlayStation 4 e Xbox One.

## Riferimenti ad altre opere
Daymare: 1998 presenta numerosi tributi, easter egg e riferimenti ad altre opere iconiche appartenenti non solo all'ambito videoludico. L'opera che viene maggiormente citata è ovviamente la saga survival horror di Resident Evil, in particolare i primi tre titoli della saga. Restando in ambito, sono presenti interessanti rimandi anche a Dead Space, The Evil Within, Silent Hill, Parasite Eve, Dino Crisis e molti altri. Inoltre vengono citati anche film, serie televisive e cartoni animati degli anni '80 e '90 come ad esempio Jurassic Park, It, Wrong Turn, X-Files, Tremors, Terminator, I Simpson, Nome in codice: Broken Arrow, Dante's Peak - La furia della montagna, Daylight - Trappola nel tunnel e tanto altro ancora. Inoltre, tra i collezionabili sono presenti venti statuette di cervi da distruggere, ognuna ispirata ad un'opera horror diversa. Durante l'esplorazione di Keen Sight, è presente lo studio del team di sviluppo ed alcuni ambienti della cittadina sono ispirati a Olevano Romano, piccolo comune italiano in provincia di Roma e nella regione Lazio, luogo in cui sono cresciuti i fondatori del team di Invader Studios.

## Prequel
Daymare: 1994 Sandcastle è stato annunciato il 25 maggio 2021, il cui rilascio è previsto nel 2022 per PlayStation 4, PlayStation 5, Xbox One, Xbox Series X / S e PC. 
1994. In seguito ad un disastroso incidente che ha coinvolto fatalmente numerosi civili nelle aree circostanti, la struttura di ricerca sperimentale più avanzata sul suolo americano ha interrotto ogni comunicazione con il mondo esterno. Ilsistema di sicurezza interno ha sigillato qualsiasi modo di entrare e uscire dalla base segreta.
Mentre l'opinione pubblica e i media denunciano il presidente degli Stati Uniti per la sua incapacità di fornire una spiegazione dell'accaduto, l'agente speciale Dalila Reyes e i suoi compagni di squadra dell'HADES – Hexacore Advanced Division for Extraction and Search – vengono inviati clandestinamente dal Segretario della Difesa con l'ordine di infiltrarsi nella struttura e recuperare dati preziosi sulle ricerche segrete svolte lì.
Tutto questo è tenuto nascosto ai più alti livelli di governo, incluso lo stesso POTUS. A poche ore da quella che potrebbe trasformarsi nella più grande crisi interna nella storia degli Stati Uniti, prende il via la missione "Sandcastle". Una volta dentro l'edificio precedentemente inaccessibile, Reyes si ritroverà a combattere per la sua vita all'interno di un immenso labirinto sotterraneo, ora dimora di creature orribili e mortali.
L'agente H.A.D.E.S. è determinata a scoprire la verità, ma un'escalation di eventi e rivelazioni scioccanti la porterà a dubitare dei compagni di squadra e persino di se stessa. L'orrore non viene solo dal presente. Anche gli incubi del passato diventeranno, passo dopo passo, sempre più reali durante la sua lunga discesa alla fonte di un male primordiale. Nessun posto è più al sicuro. Nemmeno la sua stessa mente. 

## Accoglienza
| Testata                          | Versione | Giudizio |
| -------------------------------- | -------- | -------- |
| Metacritic (media al 20-05-2020) | PC       | 62/100   |
| Metacritic (media al 20-05-2020) | PS4      | 57/100   |
| Metacritic (media al 20-05-2020) | XONE     | 68/100   |
| IGN                              | PC       | 6.8/10   |
| Multiplayer.it                   | PC       | 7.5/10   |
| Multiplayer.it                   | PS4      | 7/10     |
| Eurogamer                        | PC       | 7/10     |
| Bloody Disgusting                | PC       | [ 15 ]   |
| Gamepare                         | PS4      | 7/10     |

Il gioco è stato accolto abbastanza bene dalla critica. Alessandra Borgonovo di IGN gli ha dato un 6.8, trovandolo un gioco travagliato, che cercava di convivere senza riuscirci con l'ambizione dei suoi sviluppatori presentando allo stesso tempo delle idee molto buone che meritavano una maggiore attenzione. L'esperienza presentava dei difetti che spesso sovrastavano i pregi, ma nonostante ciò Borgonovo si sentì di premiare gli sviluppatori in quanto appassionata del genere survival horror, considerando la possibilità di un secondo capitolo di una futura saga che avrebbe trovato il suo giusto spazio accanto a quello della più famosa Resident Evil.
Simone Tagliaferri di Multiplayer.it recensì la versione per PC, assegnandole un 7.5, vedendo Daymare: 1998 come un survival horror di buona fattura che, pur con qualche limite dovuto al livello produttivo, sarebbe piaciuto sicuramente agli appassionati del genere, ricalcando in modo quasi ossessivo i modelli classici. Il recensore si soffermò sui boss, trovandoli non proprio eccezionali mentre lo stile dei nemici normali non proprio marcato. Il collega Massimo Reina parlò invece dell'edizione per PlayStation 4 abbassando il punteggio a 7, confermando i pregi e i difetti che erano stati evidenziati nella versione originale, reputandolo un discreto prodotto, specie considerando la natura di titolo indipendente, con dei difetti che però ne abbassavano in maniera esponenziale la valutazione complessiva. Il titolo riusciva a ricalcare fedelmente gli stilemi classici del genere, vantando una forte atmosfera azzeccata, che avrebbe reso felici per qualche ora gli appassionati anche su console, nonostante qualche problema in termini tecnici e strutturali.
Lara Arlotta di Eurogamer assegnò un 7, affermando che era un titolo dedicato maggiormente ai fan sfegatati dell'horror portato avanti da Resident Evil e ai più nostalgici dell'approccio più ragionato e meno incentrato sull'azione, rivelandosi a suo modo un'esperienza appagante ma non adatta ai neofiti. 
Bloody Disgusting lo vide come un omaggio ai giochi horror del passato, mostrando però una breve longevità ed alcuni difetti tecnici, che a detta del recensore però non comportarono influenze di rilievo sul giudizio, considerando anche che era il prodotto di uno studio indipendente, concluse consigliandolo a chiunque fosse in cerca di un survival horror in stile anni '90.
Antonio Amoroso di Gamepare ha recensito la versione PS4, assegnando un 7. Daymare: 1998, un prodotto sicuramente coraggioso che racchiude numerosi elementi tipici dei Survival Horror che hanno riscosso notevole successo in passato; tuttavia, complici anche le risorse limitate del team italiano in questo progetto e alcune idee che potevano essere implementate con maggior efficacia, sia per quanto concerne il contesto narrativo che nel gioco vero e proprio, riteniamo che l’opera di Invader Studios sia riuscita solo in parte ad esprimere tutto quello che è il suo effettivo potenziale..